# Форд, Лита
Лита Форд (англ. Lita Ford; род. 19 сентября 1958 года, Лондон, Англия, Великобритания) — американская гитаристка, певица и автор песен английского происхождения, бывшая соло-гитаристка рок-группы The Runaways. Получила известность в середине 80-х—начале 90-х годов благодаря своим сольным работам, стиль которых постепенно менялся от хеви-метала до чего-то среднего между хеви- и глэмом.

## Биография

### Ранние годы
Кармелита Роззана Форд родилась 19 сентября 1958 года в Лондоне, Англия, в семье английского солдата Гарри Линарда Форда и итальянской медсестры Изабеллы Бенвенуто. Лита была единственным ребёнком в семье. В девять лет Форд вместе с семьёй переехала в Лонг-Бич, Калифорния.
Вдохновлённая Ричи Блэкмором из Deep Purple, Форд получила свою первую гитару и начала самостоятельно обучаться игре по любимым записям. Это происходило не без помощи родителей, которые заставляли её играть, когда она ленилась.
В тринадцать лет Форд побывала на первом в жизни концерте рок-группы. Это были Black Sabbath и они настолько впечатлили Форд, что с этого момента она знала, чем будет заниматься в жизни. Она продолжала разучивать партии из репертуара Джимми Хендрикса, Deep Purple, Джеффа Бека и Black Sabbath, одновременно зарабатывая себе на гитару в больнице Святой Марии. Эта работа позволила ей скопить 450 долларов и купить Gibson SG, такой же, как у Тони Айомми. Во время обучения в школе она была певицей в группе с одноклассниками, которые разделяли её вкусы к музыке.

### Музыкальная карьера

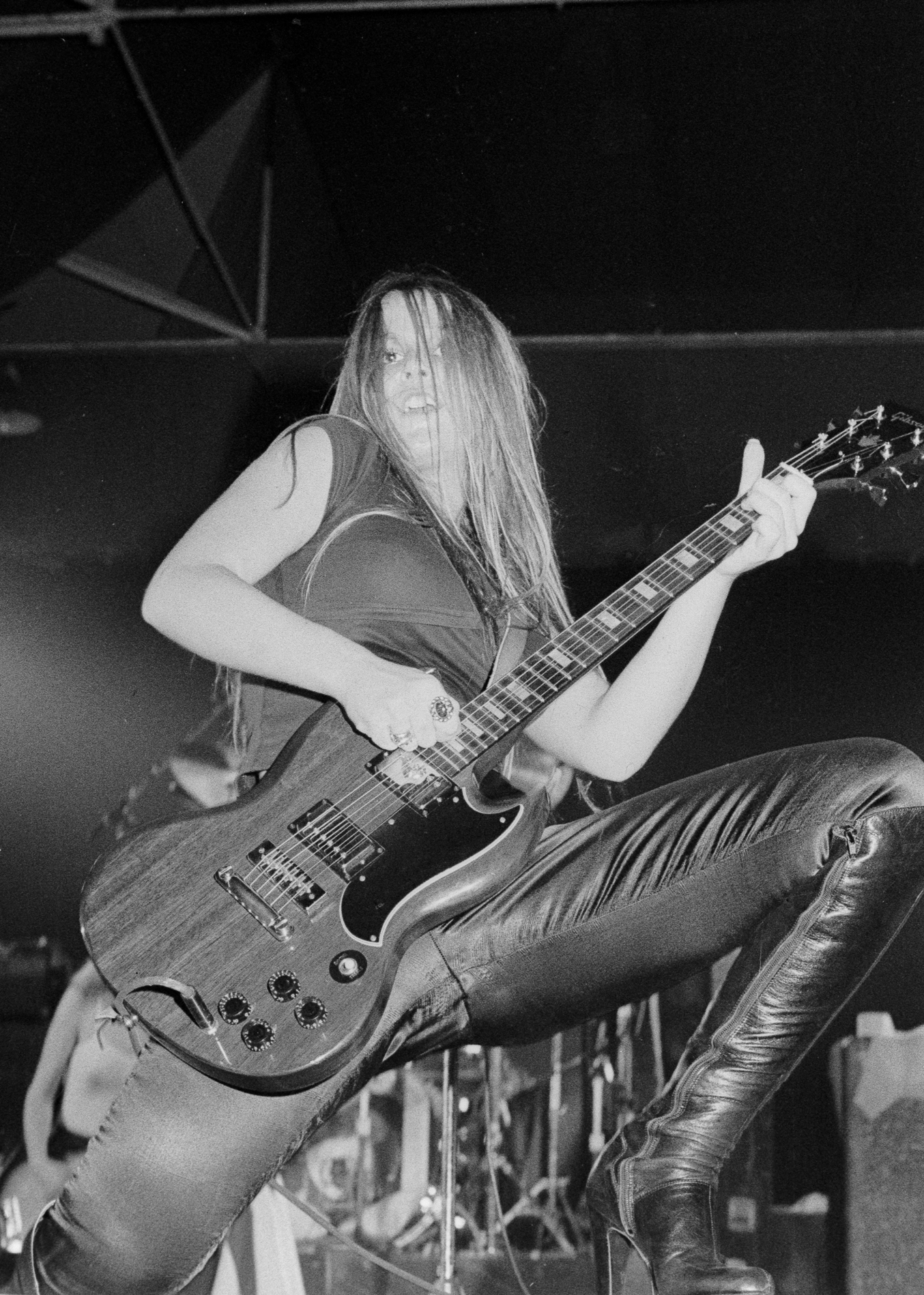
Форд в составе The Runaways в Brumrock 25 сентября 1976 года.

В начале 1975 года Форд присоединилась к рок-группе Dangerous в качестве гитаристки. Кроме неё, в состав также входили певец Пол Голдвин (pre-Airborne), барабанщик Шон Мэлоун и басистка Пегги Фостер (pre-Стив Вай). В сентябре Мэлоун покинул группу, и группа распалась.
В ноябре продюсер Кима Фоули связался с семнадцатилетней Форд и предложил ей участие в недавно сформированной рок-группе The Runaways в качестве соло-гитаристки. Её коллеги из предыдущей группы, Голдвин (вокал) и Фостер (бас-гитара), также пополнили ряды The Runaways, заменив Мишель «Мики» Стил. Вскоре они поочерёдно покинули группу, после чего были заменены Чери Карри и Джеки Фокс соответственно.
Поначалу у Форд не всё складывалось удачно в группе: одной из причин было её желание играть более тяжёлую музыку. В сентябре 1976 года она даже покинула группу, но вняв уговорам Кима Фоули, вернулась через два месяца.
После ухода Карри разногласия оставшихся участников никуда не делись, и постепенно давали о себе знать, и в апреле 1979 года группа окончательно распалась.

### Перерыв и возобновление карьеры
После этого Форд ушла из музыки и занималась различной работой: продавала мужскую парфюмерию, заправляла автомобили на бензоколонке, была инструктором по здоровому образу жизни.
Так продолжалось до тех пор, пока она не встретилась с Эдди Ван Халеном, который убедил её в том, что она должна заниматься музыкой серьёзно и создать свою группу. После смены двух вокалистов Форд решила петь сама, вспомнив времена гаражных джемов.
В 1983 году Форд заключила контракт с Mercury Records и дебютировала с альбомом Out for Blood. Фирма сначала не хотела выпускать пластинку с изображением Форд с окровавленной гитарой, но потом оформление подредактировали, и диск вышел в свет. В результате пластинку ожидал очень скромный успех.
Второй альбом Dancin' on the Edge, записанный новым составом, оказался более успешным. Форд отправилась в турне, в частности, в Великобританию, где её помнили со времён The Runaways. В результате, релиз имел некоторый успех. Последующие три года гитаристка провела в раздумьях, в течение двух лет работала с Тони Айомми и выступала с ним на концерте MTV Guitar Heroes, но отношения с Тони Айомми испортились и Форд вернулась к своей деятельности. Но когда она представила альбом под названием Bride Wore black боссам Mercury Records, они отказались его выпускать, посчитав слишком тяжёлым. Альбом так и не увидел свет. Форд устала от диктата Mercury и, уйдя из компании, начала активную работу. Первым шагом было приглашение в качестве менеджера жены Оззи Осборна Шэрон Осборн. Вместе они реструктуризировали карьеру Форд, набрали новый состав группы и подписали контракт с RCA Records.

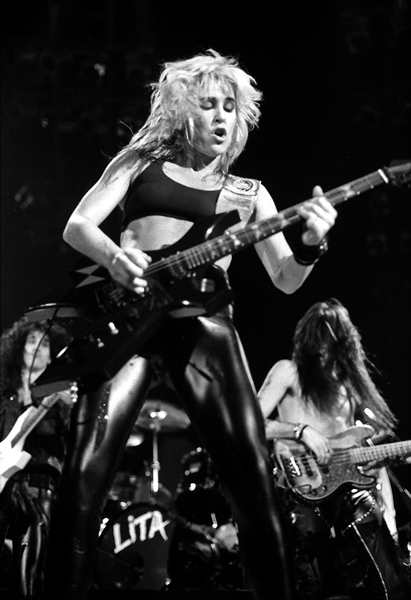
Выступление в Мюнхене, 1988 год.

Новый альбом записывался с участием друзей Форд, таких как Лемми Килмистер, Оззи Осборн, Никки Сикс. К сочинению песен привлекли профессиональных композиторов и поэтов.
Альбом Lita взобрался на 29-ю строчку в Биллборде и оставался в чарте 38 недель. Песня «Kiss me Deadly» добралась до 15 позиции, а «Close my Eyes Forever», спетая дуэтом с Оззи Осборном до 8 позиции. Постоянная прокрутка песен на MTV и хорошая пресса возвела Форд в разряд звёзд. Это позволило её провести тур в США с Poison и в Европе с Bon Jovi. Было выпущено видео с записью её выступления на Уэмбли в 1989 году.
Диск 1990 года, несмотря на интересный ремейк Элиса Купера «Only Women Bleed» и балладу, посвящённую матери «Lisa», не смог достичь успеха предыдущего альбома. Следующий альбом, Dangerous Curves, названный по песне, которую для альбома сочинил Сэмми Хагар (сама песня в альбом не вошла) записывался при помощи таких грандов, как Ричи Блэкмор и Джо Линн Тёрнер. Однако альбом не имел того успеха: наступила эра гранжа. Между тем гитаристка начала сниматься в кино и клипах, провела семинары в США, Австралии и Новой Зеландии.
В 1995 году был записан альбом Литы Форд Black, продемонстрировавший более тяжёлый звук по сравнению с предыдущими, переход от стиля хэви-метал к блюзу и гранжу и существенные изменения техники её гитарной игры. Он вышел на германском лейбле ZYX Records и в США вообще не издавался.
После этого альбома Форд на протяжении 14 лет не издавала новых студийных альбомов, в связи с тем, что занялась воспитанием детей. Однако на время своего перерыва она не забросила музыку полностью. Так, в 1999 году она записала новый трек для концертного альбома, вышедшего в 2000 году, участвовала в записи японского трибьюта Led Zeppelin, вместе с мужем создала группу Rumble Culture, которая просуществовала совсем недолго. 6 октября 2009 года вышел новый альбом Форд «Wicked Wonderland».
В последнее время[когда?] Форд участвует в различных телевизионных шоу, таких, как «Before they were Stars», «Top 100 Women in Rock».
Всю свою карьеру Форд предпочитала играть на гитарах B.C. Rich. Фирма Alvarez Guitars выпустила серию гитар под названием Lita.

## Награды

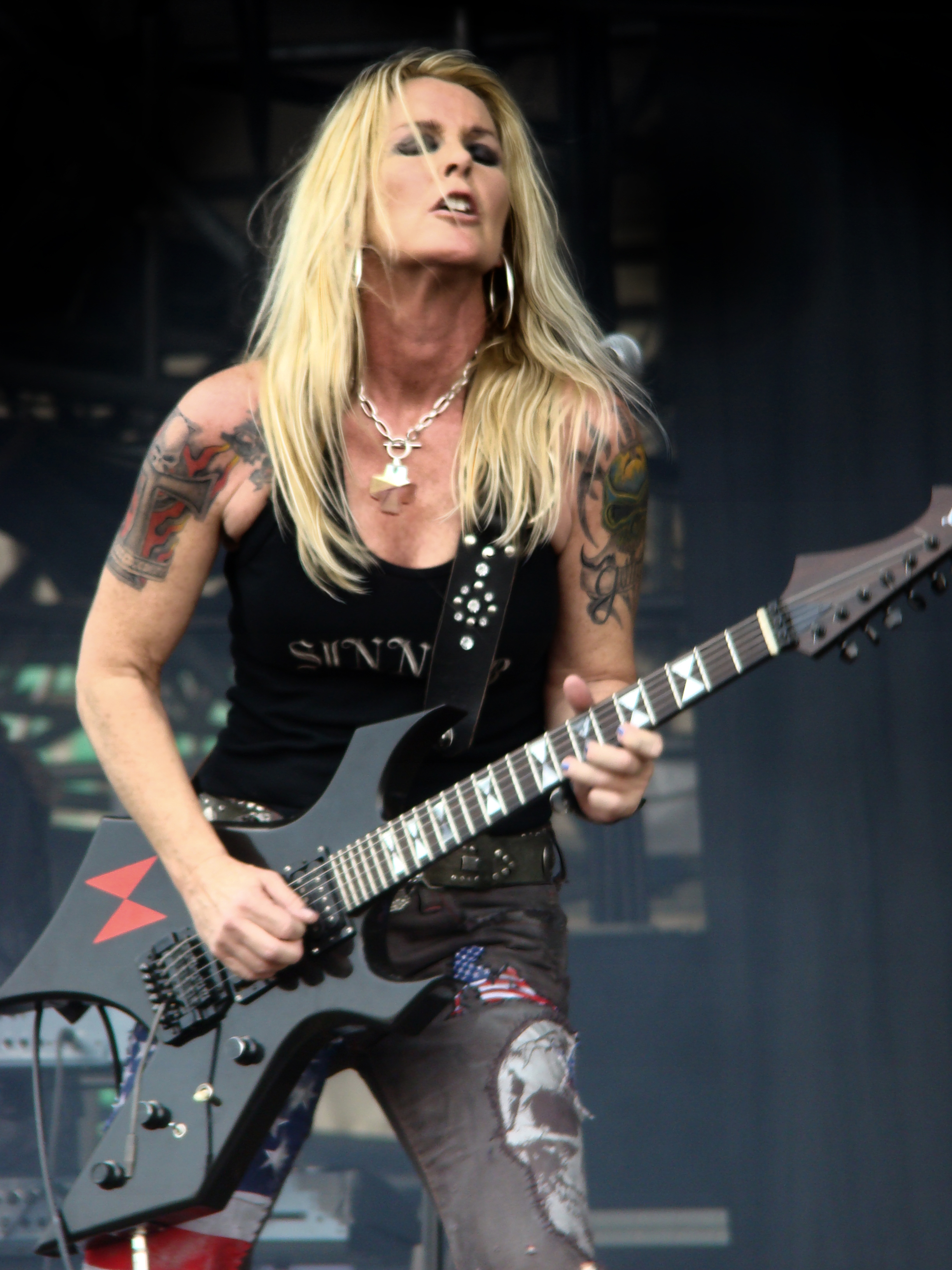
2009 год.

- 158 место в списке лучших исполнителей рока-женщин с песней Close My Eyes Forever  ¹
- 42 место в списке лучших исполнителей классического и современного рока — женщин ²
- 42 место в категории «Лучшая причёска среди глэм-исполнителей»

## Личная жизнь

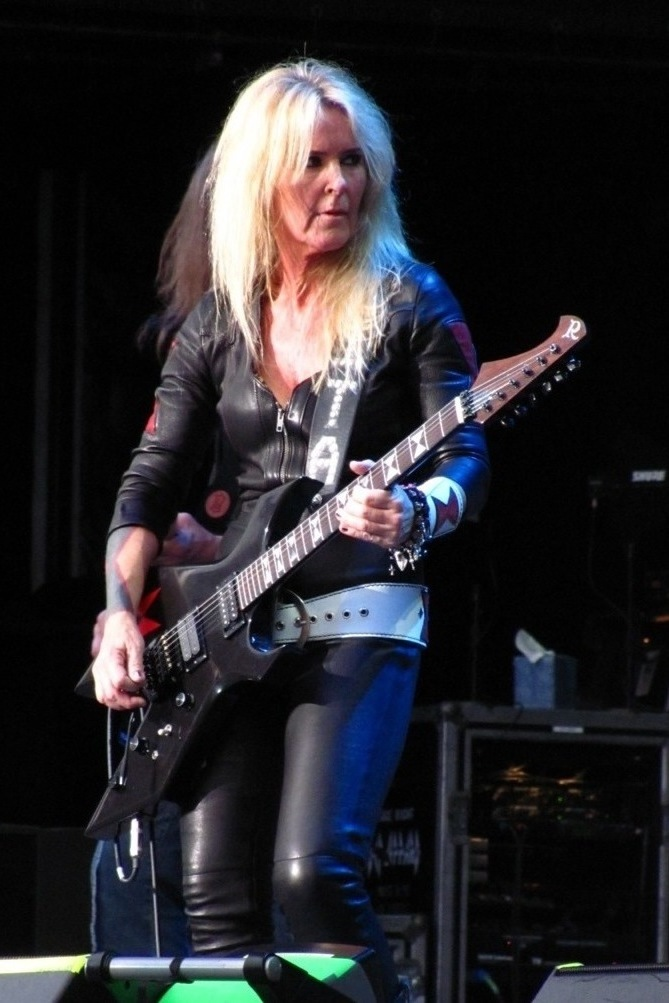
Форд в январе 2012 года.

В начале восьмидесятых Форд имела романы с такими музыкантами, как Никки Сикс (Mötley Crüe), Джо Линн Тёрнер (ex-Rainbow, Ингви Мальмстин) и Джей Шеллен (ex-Hurricane, Unruly Child; Asia).
С 1984 по 1986 год Лита Форд была помолвлена с гитаристом Black Sabbath Тони Айомми. Однако их отношения были явно нездоровыми. В своей автобиографии она утверждала, что Айомми неоднократно подвергал её физическому абьюзу.
С 1987 по 1992 год Форд была замужем за Крисом Холмсом.

### Замужество с Джимом Джиллеттом
В течение 16 лет (1994—2011) Форд была замужем за Джимом Джиллеттом (ex-Nitro). Удивительно, но на момент свадьбы они знали друг друга всего две недели. В браке родились двое сыновей, Джеймс и Рокко.
В феврале 2011 года, в одной из американских радиостанций, Лита Форд подтвердила, что в настоящее время она находится в состоянии развода.

## Дискография
| Год  | Название              | Позиция в чартах  | Позиция в чартах | Позиция в чартах |
| Год  | Название              | США Billboard 200 | Великобритания   | Сертификация     |
| 1983 | Out for Blood         | —                 | —                | RIAA: -          |
| 1984 | Dancin' on the Edge   | #65               | #119             | RIAA: -          |
| 1988 | Lita                  | #29               | #58              | RIAA: Платиновый |
| 1990 | Stiletto              | #52               | #75              | RIAA: -          |
| 1991 | Dangerous Curves      | #139              | #123             | RIAA: -          |
| 1995 | Black                 | —                 | —                | RIAA: -          |
| 2009 | Wicked Wonderland     | —                 | —                | RIAA: -          |
| 2012 | Living Like a Runaway | —                 | —                | RIAA: -          |

### Сборники
- Greatest Hits — 1999
- Greatest Hits Live — 2000
- Platinum and Gold Collection — The Best of Lita Ford — 2004

### Другие работы
- «I’ll Be Home for Christmas» с Twisted Sister на A Twisted Christmas (2006)
- «I Want to Be Loved» с LOU на The Other Side (2005)

### Синглы
| Год  | Сингл                        | Позиция в чарте        | Позиция в чарте  | Альбом              |
| Год  | Сингл                        | Mainstream Rock Tracks | UK Singles Chart | Альбом              |
| ---- | ---------------------------- | ---------------------- | ---------------- | ------------------- |
| 1983 | «Out for Blood»              | -                      | -                | Out for Blood       |
| 1983 | «Dressed to Kill»            | -                      | -                | Dancin' on the Edge |
| 1984 | «Gotta Let Go»               | -                      | #94              | Dancin' on the Edge |
| 1988 | «Kiss Me Deadly»             | #12                    | #75              | Lita                |
| 1988 | «Back to the Cave»           | -                      | -                | Lita                |
| 1989 | «Close My Eyes Forever»      | #8                     | #47              | Lita                |
| 1989 | «Falling In and Out of Love» | -                      | -                | Lita                |
| 1990 | «Hungry»                     | #98                    | #76              | Stiletto            |
| 1990 | «Lisa»                       | -                      | -                | Stiletto            |
| 1991 | «Shot of Poison»             | #45                    | #63              | Dangerous Curves    |
| 1992 | «Playing with Fire»          | -                      | -                | Dangerous Curves    |
| 1992 | «Larger Than Life»           | -                      | -                | Dangerous Curves    |
| 1995 | «Killin' Kind»               | -                      | -                | Black               |

## Турне
- 1981 — Queens of Rock Tour с Джоан Джетт и Сэнди Уэст
- 1982 — Rulers of Metal Tour с Black Sabbath
- 1983 — Out For Blood Tour с Scandal[англ.].
- 1984 — Dressed To Kill Tour с Anthrax, The Johnson Brothers Band, Skillet, Metal Mania
- 1985 — South and Central America Tour с Soundgarden
- 1986 — Wild Tour с различными местными группами
- 1986 — Metal Rulz Tour с Poison, Mötley Crüe, Judas Priest, Iron Maiden, Оззи Осборном.